# Ángel Gracia Valarezo
Ángel Félix Gracia Valarezo es un entrenador ecuatoriano de fútbol.

## Trayectoria
Se inició como entrenador en Fuerza Amarilla, equipo con el cual disputó la Copa Sudamericana 2017 y dónde llegaron hasta los octavos de final. Después dejó de ser el entrenador del equipo por problemas de salud que su esposa que residía en los Estados Unidos, por lo que Gracia se movilizó aquel país para estar cerca de ella.
El 26 de julio de 2018 fue contratado como el entrenador del Gualaceo, pero fue despedido cargo 19 días después debido a los malos resultados obtenidos.
En el 2020 vuelve a ser el entrenador de Fuerza Amarilla.

## Clubes
| Club            | País    | Año       |
| --------------- | ------- | --------- |
| Fuerza Amarilla | Ecuador | 2015-2017 |
| Gualaceo        | Ecuador | 2018      |
| Fuerza Amarilla | Ecuador | 2020-2021 |